# 特警ウインスペクター
『特警ウインスペクター』（とっけいウインスペクター）は、1990年2月4日から1991年1月13日までテレビ朝日系列で、毎週日曜8時 - 8時30分（JST）に全49話が放送された東映制作の特撮テレビドラマ、および作中に登場するヒーローチームの名称。

## 概要

### 特徴
「メタルヒーローシリーズ」の第9作。前作『機動刑事ジバン』の好評を受け警察モノとなった。本作品の大きな特徴としては、従来のヒーロー作品のように怪人を率いる悪の組織が存在せず、科学犯罪や災害などから人々を救うというコンセプトが挙げられる。
当時、世論は暴力に対して敏感になっており、子供番組の暴力描写も批判の対象とされた時期だった。元バンダイデザイナーの野中剛によると、新聞の投書欄に「仮面ライダーの怪人がグロテスクで子供に見せたくない」というものがありこれに対する回答が本作品となった。そのため、怪人やレギュラーとしての悪の組織をあえて登場させず、犯人を倒さず逮捕するという内容や、人命救助を重点においた。その結果として、設定面ではヒーロー番組らしいSF的要素を取り入れているが、ストーリーは一般向けの刑事ドラマに近い現実的かつハードな作風のものが多い。
ウインスペクターの装備の多くは武器ではなく救助用装備と設定されており、人命救助に重点を置いていることを強調している。ただし、剣型のマックスキャリバーなど武器にしか見えないものも多く、怪人が登場しないため生身の人間に使用するケースもあり、過剰な装備と言われることもあった。強化服の着脱の描写もリアリティを志向しており、特にタイムリミットの設定は物語に緊迫感を持たせ、任務完了時にヘルメットを外して爽やかに汗を飛び散らせる描写は本作品を象徴するものとなっている。
このほか、メタルヒーローシリーズとしては初めてとなる、全篇を通しての集団ヒーロー体制が導入されている。それ以前にも途中参入による集団ヒーロー化はあったものの、当初から集団ヒーローとして登場したのは本作品が初となる。これ以降、メタルヒーローシリーズはこれまでの単独ヒーロー体制から、集団ヒーロー体制へと方向転換することとなる。野中は、『ウインスペクター』では人間が1人であることから了承を得たと証言している。
ウインスペクターのデザインは、初期において前作『ジバン』の登場メカであるレゾン、バイカン、スパイラスをイメージしており、完成デザインでも左右非対称な肩や星のエンブレムなど、ジバンと共通したディテールが多い。玩具展開も、なりきり玩具とフィギュアおよびビークル玩具と前作を踏襲している。

## あらすじ
特警ウインスペクターとは、平和を愛し、友情を信じ、人の命を守るため犯罪に立ち向かう、「警視庁特別救急警察隊」のことである!（オープニングナレーションより）
1999年、発達した科学技術は人々の生活を豊かにしたが、それが犯罪に悪用されたり、制御不能に陥って暴走した時に起こる被害も大きくなっていた。そんな事態に対処するために設立されたのが「警視庁特別救急警察隊」特警ウインスペクター（略称WSP）である。彼らの目的は犯罪捜査と容疑者逮捕のみならず、犯罪や災害に巻き込まれた人々の命を救うことなのだ。

## 登場人物

### 特警ウインスペクター
正式名称は警視庁特別救急捜査隊ウインスペクター。略称はWSP。警察と救急の両方を兼ね備えており、警視庁を拠点としている。
第48話において、様々な事件を解決してきた功績から、インターポールに召集され、竜馬、バイクル、ウォルター、純子、デミタスの5人が第49話で旅立つ。

香川 竜馬（）
WSP隊長。警視正の23歳。一人称は「僕」もしくは「私」、たまに「俺」。
元オリンピック強化選手で、5カ国語を操れる秀才。普段は温厚で優しく明るい性格で、パトロール中に発見した些細な揉めごとなどにも丁寧に対応する。特に出入りする喫茶店「チャコ」の良太たちのような小学生には特に優しい。
事件ともなれば冷静に対処するが、時には秘めた熱さを発揮し、人命や仲間（たとえロボットのバイクルたち）を救うためならば、自身の身も顧みず飛び込む危なっかしい面も見られる。また、体調不良を隠して捜査に出た純子がミスを犯して久子が怪我をした際、非情に徹して刑事の厳しさを教えることもある。
唯一の弱点はゴキブリで、イタズラで投げ込まれたゴキブリに腰が退けていた。
少年時代に火事で両親を亡くしており、妹の優子が唯一の肉親になっている。そのため、人一倍レスキューに対する想いは強く、クラステクターの装着時間を延長するための努力も惜しまず、限界の5分を延ばすことに成功している。
最終回にてインターポールより召集がかかり、世界に旅立った。
ファイヤー
香川竜馬が装甲スーツクラステクターを着化する姿。
最終回の前話では自身の状態が悪いのもあってか倒れ、その結果20分近くもクラステクターを装着していたため、着化しないほうがいいと医師に言われるほどであった。

バイクル
荒地や難所での作業を得意とする重機動型パワータイプのサポートドロイド。ボディカラーはイエローを基調としている。両肩を回しながら歩くのが特徴。
組み立てた西田のおやじさんがしゃべる名古屋弁を聞きながら作られたため、名古屋弁で会話をする。
第7世代コンピューター、およびタンパク質を原料としたバイオチップを内蔵し、「あいまい」の概念を理解できる。性格は明朗快活な性格でかなり人間臭い上に情にもろく、犯人の犯行動機に少々肩入れすることもあり、一目惚れした女性が犯人で手錠をかけた際には涙を流したこともあった。また、ウォルターとのやりとりは物語後半には、漫才のボケとツッコミのようなやりとりにも見える。
構造上、体をバラバラにされても意識はあり、頭部だけでも動き回ることができる。
腹部に一輪タイヤを装備しており、腹ばいで自走することが可能でウインチェイサーが登場するまでは犯人追跡を行っていた。ただし、タイヤ一輪のためにかなり小回りが利きにくく、自力で方向転換ができずに前方の障害物を回避出来ずにそのまま突っ込んでひっくり返るという欠陥があった。また、匂いセンサーを装備しており、匂いによる追跡も可能。
- 脚本を担当した宮下隼一は、バイクルとウォルターのキャラクター性を刑事ものに多いデコボココンビの部下と捉えている。

ウォルター
空中からの捜査、救助活動を主に担当する機動性を重視したサポートドロイド。ボディカラーはグリーンを基調としている。両腕を大きく振り上げる独特の歩き方が特徴。沈着冷静で理論的な性格の持ち主で、比較的敬語でどんな相手にも丁寧語で語りかける。感情の起伏が激しいバイクルの止め役でもあり、ツッコミ役でもある。
バイクルと同様に第7世代のコンピューターが内蔵されている他、爆弾探査機能を持つ。
サポートドロイドたちの電子頭脳はセーフティシステムにより守られており、無理に解体しようとすると自爆プログラムが作動する。
- ウォルターの撮影用スーツは、他のメンバーと同様に全身FRP製であることに加え、金属支柱の入ったディスライダーを装着する構造のため、胴体の重量バランスが悪かったという。

藤野 純子（）
情報捜査官。警部補の20歳。
性格は男勝りだが、困った人を放っておけない一面もあり、正木本部長から「お人好し純子」と呼ばれたこともある。神奈川県警にいたころ、オリンピックフリーピストル種目神奈川予選で優勝した経歴があり、その腕を見込まれて特別救急警察隊に配属された。愛銃はオートマグ。
竜馬と共に捜査を行うのが主な任務。格闘にも精通しており、犯人との格闘でも引けを取らない実力を持ち、大抵は各回の終盤に発生した災害や犯人が起こした爆破などを優先する竜馬たちに代わり、犯人を逮捕する場合が多い。

小山 久子（）
近所の喫茶店「チャコ」を経営する女性で、WSPの秘密捜査官。22歳。
普段はチャコを切り盛りしており、正木からの指令により捜査官として活動する。そのため、弟の良太との約束が不意になってしまうこともあるのが悩みの種でもある。
亡き実父で刑事だった小山正信は正木の親友であり、父親の殉職が自身が捜査官になる大きなきっかけとなった。また、小山刑事の生前に語っていた、多様化する犯罪の中で犯人たちが逃亡や犯行のために起こした災害などに対応出来る「捜査活動と同時に救急活動（レスキュー）の出来る組織」が出来ないかと語っていたことがWSP設立の発端となったとされている。

野々山 真一（）
メカニック担当の警部補。主にバイクル・ウォルターのメンテナンスを担当する。普段はバイクルたちのメンテやウォルターとのチェスの相手をしている。また、溶解液などの犯人が犯行に使った凶器や武器の分析なども担当している。
デミタスとウインチェイサーを製作した。

デミタス
偵察型ミニサポートドロイドで通常はシリンダーの形をしており、活動を始めるとロボットに変形する。
元々は野々山のチェスの相手として作成されたが、あまりに高性能だったためにWSPのメンバー入りを果たす。原理は不明だが飛行することが可能で、体の小ささを利用した犯人アジトへの潜入も可能。現場では主にバイクルの肩にくっついていることが多い。また、バイクルたちの故障時の応急処理も務める。
体内にシークレットメダルを内蔵しており、これをバイクルが投擲して犯人を怯ませたこともある。気取り屋で口は悪いが憎めない性格である。

マドックス
WSP本部のスーパーコンピューター。あらゆる犯罪者のデータを保有し、与えられた情報を瞬時に分析することが可能。WSP本部に頭脳センターがあり内部にてマドックスの電源や調査したデータがディスクとして保存されており、ディスクから直接情報を閲覧することも可能。正当な手続きを経ずして頭脳センターへ入室した場合入口の非常ハッチが閉じ30分間開かなくなる。さらに防衛システムが作動し、侵入者をレーザーで攻撃する。

正木 俊介（）
階級は警視監。ウインスペクター本部長で、41歳。特別救急警察隊を創設した中心人物。
仕事には非常に厳しい人物で自ら駆けつけ現場指揮を執る他、元は本庁の捜査員だったこともあり、自ら格闘して犯人制圧にもあたる。
厳しいばかりではなく、部下たちを見守る優しい一面も多々あり、警察の規則に縛られることなく、彼らの提案を受け入れて捜査に向かわせることもある。
WSPがインターポールに召集される中、自身はWSPに代わる新組織設立のために日本に残留。黒田鬼吉の復讐と彼の最期に対して、「犯罪者の心も救う新組織」を目指すことにする。
- 衣裳は演じる宮内洋がデザイン案を出しており、帽子がトレードマークであると述べている。また、手袋は宮内が演じるヒーローとも共通している。

### 関係者
六角 虎五郎（）
警視庁捜査一課刑事で警部の27歳。名前の通り強面の風貌の刑事。ウインスペクターに対しては少々ライバル視しつつも協力。警官としては厳格で堅物ではあるが、第22話では、甥っ子の徹に拳銃を盗まれてしまうなど、見た目とは裏腹になかなかのドジな1面も。また、趣味は昆虫採集。昭和48年6月5日生まれ。埼玉出身。

香川 優子（）
竜馬の妹で中学生。13歳。ハウス栽培の花園でアルバイトをしているようで、工場廃液で汚染された花園を蘇らせることに心血を注いでいる。自分のことで竜馬がインターポール転属を迷っていた際には、その背中を押し、竜馬を見送った。

小山 良太（）
久子の弟で小学生。警視庁には、よく出前に訪れる。生意気なところもあるが、正義感が強く、久子とは互いに唯一の肉親ということもあり、姉弟の絆は強い。だが、久子が秘密捜査官であるため、遊びに行く約束を破られてしまうことがあるためたまにケンカになることも。竜馬のことは慕っているが、「竜馬さん程度の警察官なら、なれる」と述べている。

## メカニック・装備

### 基本装備
クラステクター
いかなる災害現場でも対処可能な特殊スーツ。人間の約30倍のパワーを出すことができ、高熱や有毒ガスにも耐えられるように設計されている。朝比奈博士率いる警視庁電子工学研究所の精鋭たちの手で作られた。
普段はウインスコードに搭載されており、竜馬が車内でスイッチを押すことで「着化（）」する。全てが竜馬に合わせて作られているため、他の人間では着化不可能。肉体強化は着用者に負担を掛けることもあって活動限界時間は5分と制限されており、それを過ぎると竜馬の身体が傷ついてしまう。「スパーク!」と叫ぶことで高速移動も可能だが、これを使用すると活動時間が大幅に減ってしまう。しかし、竜馬の意志の力で活動時間を1分以上伸ばしたりしたこともある。
ヘルメット部分のロックを解除するとスーツの機能が停止する仕組みになっており、大抵は事件解決後に竜馬（事件によっては別の人間）が手動で解除してヘルメットを取るが、スーツもしくは着用者が多大なダメージを受けた時に自動で解除されたこともある。ヘルメットを取った時の竜馬は大抵の場合汗だくになっている。
物語の途中からウインスコードにSPカードを装填し、ウインスコードの変形と同時に着化するように描写が変化していた。

デイトリックM-2
WSP3人が右腰のホルスターに収納している、多用途に使用可能な多機能ガン。竜馬は着化前には使用しない。レーザーガン（単発）、レーザーパルスガン（速射）、 ディジェスティブビーム（消火ビーム） シグナルナパーム（信号弾） ウエルドビーム（溶解ビーム）を発射する。銃形態のバスターモードから警棒形態のパイルモードに変形可能で、パイルモードではショックウェイブを発射可能。
- 名称は、前作『機動刑事ジバン』の主要武器であるマクシミリアンTYPE-3の玩具売上が良かったことから、同じく外国人名から命名された。

特警手帳（）
WSPの身分証明書となる電子手帳。通信機能を持っており、本部やサポートドロイドとの連絡が可能。
- 玩具は前作『ジバン』の「DX電子ポリス手帳」が好調であったことから初期ラインナップに加えられ、シリーズでもトップクラスの売上を記録した。

ハンドワッパー
WSPが使用する手錠。オートロック機能を備える。
エレベーターの切れたワイヤーを止めるために使用したこともある。

#### ファイヤー専用
マックスキャリバー
ファイヤー専用装備。剣とガントレットを合体させたような武器で、クリスタルバイオファイバー製のエレクトロブレードと、厚さ70センチメートルのコンクリートに直径60センチメートルの穴を空けるレーザーパルスガン2門で構成されており、右腕に装着される。
ブレードには、直径50センチメートルの鉄柱をも一撃で切り裂くソード機能、剣先から超エネルギーパルス弾を発射するレーザーパルス機能、超振動レーザーを用いた削岩機能の超振動レーザーソード機能がある。
- 下記のディスライダーとともに元々は前作『ジバン』で未登場に終わったストロングジバンの武器として検討されていた。当時バンダイの担当者であった野中剛は、『電脳警察サイバーコップ』のサンダーアームの影響により腕に装着するガントレット型アイテムが定着していったと証言している。

ギガストリーマー
第31話から登場するWSP最強のレスキューツール。アメリカで開発された合金「ジルコナイト21」が軍需産業市場に出回り、これまでの装備が通用しなくなることを懸念した正木が、警視庁電子工学研究所の朝比奈博士に依頼、開発された。
先端部のパーツを交換することでスピナーモードとマキシムモードに切り替えが可能。
一度犯罪者の手に奪われ、ファイヤーの制止を聞かずに犯罪者が使用したことがあった。
スピナーモード
三本爪のマニピュレーター型のパーツスピナーユニットを装着した形態。爪先に内蔵された触感センサーによりドリル、マニピュレーター、パワーアームなどの機能を持ち、超伝導モーターにより毎分最高5,500回転する。ブレード部には「ジルコナイト21」を、マニピュレーターの先端にはダイヤモンドの3倍の硬度を誇る「ジルコナイト32」を使用している。マニピュレーターは第44話のみ使用、解体されそうになり自爆装置が作動したウォルターの修理に使われた。
マキシムモード
4連ガトリングガン型のパーツマキシムユニットを装着した形態。マックスキャリバーをジョイントすることにより、1発で50センチメートル四方の鋼鉄の塊を蒸発させるプラズマ光波弾を毎秒60発発射することが可能となる。複合装甲を施したアメリカ陸軍のM1エイブラムスを5秒間で消滅させるほど。しかし、発射時に生じる反動圧は最大20Gにも及ぶため、マキシムモードの使用時はクラステクターの出力を最大にしなければならないが、生身で使用したこともある。主に強力な兵器の破壊や、犯人の車両の破壊などに使用される。
- 戦隊シリーズにおける1号ロボと2号ロボの合体を武器で表現したものとなった。

#### バイクル専用
バイスピア
バイクルの背中に2本収納されている、3段階に収縮可能な2本の特殊警棒。通常はスティックモード、伸ばした状態をロッドモード、2本を繋げた状態をランスモードと呼ぶ。ウインチェイサーの左右ハンドル兼始動キーも兼ねている。
- 玩具は当初吊り下げ式ブリスターパックの簡易版のみであったが、この売上が好調であったことからDX版も発売された。

#### ウォルター専用
ディスライダー
ウォルターの背中に装着される飛行用の翼。これにより時速750キロメートルで飛行可能。翼の部分はカッターにもなっているため、投擲武器として使用可能。翼を閉じた状態で腕に装着し、盾としても使用される。

### その他の装備
クラッパー
第15話から登場。右腕に装備するレスキューツール。液体窒素弾やアンカーユニットなどの特殊カートリッジを発射する。第17話ではセメント弾を発射。

スピンクロー
第16話から登場。右腕に装備するツール。通常のドリルモードから、先端が3つに分かれたマニピュレーターモードに変形する。ダイヤの2倍の硬度を誇るジルコナイト21で出来たブライアンの装甲には歯が立たず、先端部分が折れてしまった。

マルチパック
背中に装備するツール。救助内容に応じて仕様を使い分ける。
マルチパック ファイヤーバージョン
消火剤や消火ガスを噴射する消火活動用装備。
マルチパック コーキングバージョン
ファイヤーバージョンのノズル先端にカートリッジ式アタッチメントを装着する装備。液体窒素弾や粘着弾を発射する。
マルチパック エアバージョン
救助用マルチパック。火災時に酸素供給するための酸素マスクを装備したタイプ。マスクは3つ備えつけている。
- デザイン段階ではタンクが3本であった。

メンテナンスチェア
サポートドロイドの機能チェック装置。バイクルとウォルターは通常ここで待機している。

### 未登場の装備
以下の装備は作中には登場せず、書籍『特警ウインスペクター超全集』では、スピックを開発中のメカと記載している。
- 多くはバンダイから発売された可動フィギュア「着化指令シリーズ」のためにデザインされたものである[13]。

アンカー
腕に装備するツール。2本のワイヤーをあらゆる角度に発射可能。

パワーリフター
腕から背中にかけて装備するバイクル専用ツール。怪力を発揮する大型マジックハンド。

スピック
腕に装備するツール。登坂用の鉤爪。ビルへの潜入も想定している。

ガイガーカウンター
腕に装備する、放射線やガスの分析をするツール。
アセチレントーチアタッチメントに交換することで火炎放射器にもなる。

ピストンボンバー
両手で持って使用する、削岩用のツール。倒壊したビルでの救助作業などを想定している。

### 車輌
ウインスコード
ファイヤー専用のスーパーパトカー。クラステクターの着化装置が内蔵されており、竜馬は車内でクラステクターを装着して、ファイヤーになる。
第13話において、死神モスの手下のスーパーカーのミサイル攻撃により大破。大規模な改修後、変形機能が追加された。SPカードと呼ばれる専用カードを装填すると、「着化」の電子音声と共に通常のパトロールスコードから赤いファイヤースコードに約10秒で変形する。
動力はジェネシスベルリネッタV8トライターボエンジンとメガチャージャータービンエンジンを併用。ボディはクラステクターと同じ素材を4枚圧縮プレスし、さらにクリスタルファイバーをダブルコーティングしたもの。
全方位探知レーダー、消火剤を噴射するケミカルディスチャージャー、障害物除却用レーザーレールガン4門、赤外線暗視カメラ、ウォーニングハイフラッシュパトライト、強制熱空冷放出フィンを装備。
- ベース車は3代目シボレー・カマロ。撮影用車輌はパトロールスコードとファイヤースコードが1台ずつ用意された。変形シーンでは板金製のミニチュアを用いている。このミニチュアは、撮影後に自動変形ギミックを加えられ、商品プロモーションの一環として全国の玩具店を展示巡業した。
- ウインスコードに採り入れられている「車両が別の形態に変形する」というギミックは、1980年代にポピーから発売されていた玩具シリーズ「チェンジマシン」をリバイバルしたものである。

ウインチェイサー
バイクル専用の白バイ。第13話から登場。現場への移動手段が不便なバイクルのために作られた高機動型オフロードバイクであり、バイスピアをハンドルとして取り付けることで起動する。フロントカウル内には特殊弾を打ち出すランチャーを装備。

## キャスト
1970年代に幾多のヒーローを演じてきた宮内洋の起用は大きな話題となった。宮内は、それまでの自身とは違ったものを出したいという考えから、変身しないことを条件に出したという。
主演の山下優は、本作品以前はスタントやキャラクターショーを中心に活動しており、演技経験はほとんどなかった。山下は、オーディションの際にマネージャーから主役は決まっていて脇役刑事の募集だと聞かされて参加していたため、合格後の打ち合わせで自身が主演だと聞かされ驚いたという。
※各話のゲストは放送日程を参照。
- 香川竜馬 / ファイヤー：山下優
- 藤野純子：中西真美
- 特警本部長 正木俊介：宮内洋
- 小山久子：小栗さちこ
- 香川優子：星川揺
- 野々山真一：大林勝
- 小山良太：山本亮
- 六角虎五郎：佐藤信一

### 声の出演
- ウォルター：平井誠一
- バイクル：篠田薫
- マドックス：岸野一彦
- デミタス：二又一成
- ナレーター：政宗一成

### スーツアクター
- ファイヤー（アップ・アクション兼任）[出典 5]：横山一敏
- ファイヤー（アクション）[出典 6]：野中博之
- バイクル：金田憲明[出典 6]、菊地寿幸[50][51]
- ウォルター[出典 6]：岩田時男

## スタッフ
第4話は監督陣の間で誰が担当するか取り合いになったといい、脚本を執筆した宮下隼一はそれを嬉しく思い後年のインタビューでも記憶に残ったエピソードとして挙げている。
キャラクターデザインには、クレジットされている雨宮慶太のほか、クラウドの篠原保と伊藤淳も参加している。
- プロデューサー：宇都宮恭三（テレビ朝日）、堀長文（東映）
- 原作：八手三郎
- 連載：テレビマガジン、たのしい幼稚園、てれびくん、テレビランド
- 脚本：杉村升、宮下隼一、高久進、扇沢延男、藤井邦夫、鷺山京子、山田隆司、荒木憲一、増田貴彦、新藤義親
- 監督：東條昭平、小笠原猛、三ツ村鐵治、小西通雄、新井清
- アクション監督：山岡淳二、村上潤（ジャパン・アクション・クラブ）
- 音楽：横山菁児
- 撮影：瀬尾脩、小泉貴一
- 照明：吉岡伝吉
- 美術：宮国登、西條実、稲野実
- 造型：前澤範
- 録音：太田克己
- 編集：菅野順吉
- 選曲：金成謙二
- 効果：大泉音映
- 計測：岡部正治、小泉貴一、田中正博、山本英夫、野沢善夫、臼木敏博
- 操演：羽鳥博幸
- 記録：深沢いづみ、高津省子、渡辺由香
- キャラクターデザイン：雨宮慶太[注釈 10]、篠原保[注釈 11][注釈 12]、伊藤淳[注釈 13][注釈 12]
- 助監督：石田秀範
- 進行主任：東正信、竹内洪太、阿部文仁
- 製作担当：沼尾和典
- 製作管理：須田啓一
- 企画協力：企画者104
- 装置：東映美術センター、紀和美建
- 美粧：サン・メイク
- 衣裳：東京衣裳
- キャラクター製作：レインボー造型企画
- 装飾：大晃商会
- 合成→視覚効果：チャンネル16→映画工房
- 現像：東映化学
- 車輌協力：MAZDA、スズキ株式会社
- （株）特撮研究所（以下24話からノンクレジット）
  - 操演：鈴木昶、尾上克郎
  - 撮影：高橋政千
  - 照明：林方谷
  - 美術：佛田洋
- 特撮監督：矢島信男
- 制作：テレビ朝日、東映、ASATSU

## 主題歌
オープニングテーマ「特警ウインスペクター」
作詞：山川啓介 / 作曲：鈴木キサブロー / 編曲：矢野立美 / 歌：宮内タカユキ
- サビの「ウインスペクター」の語尾の伸ばし方は、ヴィブラートではなく、ひとつひとつ音符を辿っていくイメージで、自然にカッコよく聴こえるように歌ったという。

エンディングテーマ「今日のおれからあしたの君へ」
作詞：山川啓介 / 作曲：鈴木キサブロー / 編曲：矢野立美 / 歌：宮内タカユキ / コーラス：森の木児童合唱団
- 「ウインスペクター」というタイトルが歌詞に入っているが、主題歌のニュアンスとは少し違い、軽快な部分は追いかけるように歌い、そこから「ウインスペクター」と包み込むように歌ったという。

挿入歌
本作品からCDアルバムの「ヒット曲集」が2枚リリースされるようになり、挿入歌も前作までの倍近くに増えた。
「太陽の勇者ファイヤー」（第9、11話）
作詞：杉村升 / 作曲：瑞木薫 / 編曲：埜邑紀見男 / 歌：宮内タカユキ
第12話ではインストゥルメンタル版、第20話では前後奏のみが使用された。
「ヒーローはやってくる」（第17話）
作詞：鷺山京子 / 作曲・編曲：金森隆 / 歌：水木一郎
第12、14話では前後奏のみが使用された。
「燃やせ瞳を!」（第7、15話）
作詞：宇都宮恭三 / 作曲：横山菁児 / 編曲：埜邑紀見男 / 歌：宮内洋、中西真美
第5、8、11、20、24、25、42話ではカラオケ版、第9、13、32、最終話ではインストゥルメンタル版、第14、17、21、28、31、33、38、39、43～45、48話では前後奏、第23話では前奏のみが使用された。
「激走！レスキューマシン」（第8、13話）
作詞：八手三郎 / 作曲・編曲：金森隆 / 歌：水木一郎
「君が幸せなら」（第16、19話）
作詞：山川啓介 / 作曲：矢野立美 / 編曲：安西史孝 / 歌：山下優
第16話ではインストゥルメンタル版と併用された。
「ファイヤーハリケーン」（第7話）
作詞：宮下隼一 / 作曲：瑞木薫 / 編曲：埜邑紀見男 / 歌：水木一郎
「この命 永遠に」
作詞：八手三郎 / 作曲：瑞木薫 / 編曲：埜邑紀見男 / 歌：宮内タカユキ
第16話では前後奏のみが使用された。
「愛する大地、愛する海よ」
作詞：杉村升 / 作曲：西木英二 / 編曲：有澤孝紀 / 歌：宮内タカユキ、森の木児童合唱団
「夢もひとつの仲間たち」（第48話）
作詞：山川啓介 / 作曲：矢野立美 / 編曲：安西史孝 / 歌：水木一郎
第14話ではインストゥルメンタル版、第15話では前後奏、第20話ではカラオケ版が使用された。
「炎は未来へ」（第48話）
作詞：松本一起 / 作曲：鈴木キサブロー / 編曲：有澤孝紀 / 歌：宮内タカユキ
「レッツゴー!ファイヤースコード」（第38、43話）
作詞：八手三郎 / 作曲：瑞木薫 / 編曲：埜邑紀見男 / 歌：宮内タカユキ
第37話ではインストゥルメンタル版が使用された。
「勇者ウインスペクター」（第37、40話）
作詞：鷺山京子 / 作曲：瑞木薫 / 編曲：埜邑紀見男 / 歌：水木一郎
「ジャスト・ギガストリーマー」
作詞：杉村升 / 作曲：瑞木薫 / 編曲：埜邑紀見男 / 歌：水木一郎
第38、42、46、最終話では前後奏、第45話では前奏のみが使用された。

## 評価
玩具面についてはレスキュー装備という設定を不安視する声もあったが、バンダイの林田伸一は「厳しかった中でも大型武器のギガストリーマーのようなものは好調で新規需要を開拓・拡大できた」と述べている。ギガストリーマーは前作から導入された大型武器を発展させて「1号武器との合体」という要素を加え、以後のシリーズでも恒例となった。玩具開発を担当した野中剛は、野中はほとんど戦隊に近いこの作品でスーパー戦隊シリーズとの売上逆転を期待しており、特警手帳なども好調で、総売上はアイテム数が少ないにもかかわらず同年放送の『地球戦隊ファイブマン』に並んでいたと述べている。
またアクションフィギュア『スーパーリアルボイスDXファイヤーテクター』では日本のテレビキャラクター玩具として初めて音声合成チップを内蔵し、次作『特救指令ソルブレイン』をはじめ以後の様々な商品へと波及していった。
漫画家の鳥山明は当時、本作品を子供たちと一緒に視聴しており、『週刊少年ジャンプ』の巻末コメントにて「子供より夢中になってる私です」とコメントしたこともある。

## 放送日程
月刊ニュータイプ誌上のコーナー「ANIME LAND」では当時特撮番組（スーパー戦隊、メタルヒーロー）の枠が存在し、各エピソードのサブタイトルが紹介された。しかし月刊誌の発行サイクルの関係上一部のエピソードについては紹介し切れなかったり、仮タイトルで紹介されるといったこともあった。39、40、41、43、44、45話がこれに該当する。
| 放送日         | 放送回 | サブタイトル     | ゲスト登場人物、メカなど | 脚本              | 監督       |
| -------------- | ------ | ---------------- | --- | ----------------- | ---------- |
| 1990年02月04日 | 1      | 赤ちゃん暴走！   | - 黒田鬼吉（演：黒部進） - アンドロイドR24（演：関根大学） - 高沢俊夫（演：大木史朗） | 杉村升            | 東條昭平   |
| 2月11日        | 2      | 笑うラジコン弾！ | - 足立徹（演：粟津號） - ラジコン爆弾 - ラジコン昆虫 | 杉村升            | 東條昭平   |
| 2月18日        | 3      | 友情に乾杯！     | - ヘンリー野口（演：大谷朗） - ツルカメ・コンビ - 鶴田秀範（演：越川大介） - 亀田誠（演：藤井一男） - 毒蛇 | 宮下隼一          | 小笠原猛   |
| 2月25日        | 4      | 命を運ぶドロボウ | - 田島京平（演：松井哲也） - 川辺美穂（演：加藤福貴） - 川辺夫妻（演：小寺大介、沢柳廸子） | 宮下隼一          | 小笠原猛   |
| 3月04日        | 5      | 襲う！巨大怪鳥   | - 田宮和夫（演：多賀啓史） - 権藤博士（演：秋間登） - 巨大怪鳥 / ハヤテ | 高久進            | 三ツ村鐵治 |
| 3月11日        | 6      | 子供に戻った両親 | - 日留川一郎（演：頭師佳孝） - 中島邦男（演：脇田茂） - 中島麻子（演：吉佐美聖子） - 中島祐一（演：赤沢大介） - 田辺（演：森篤夫） - 特殊音波装置 | 扇澤延男          | 三ツ村鐵治 |
| 3月18日        | 7      | 幸せ祈る聖少女   | - 村田建造（演：中田譲治） - 村田美由紀（演：湯原弘美） - 影山錠二（演：堀田真三） | 藤井邦夫          | 東條昭平   |
| 3月25日        | 8      | 脱線！親子救急隊 | - 大曲大造（演：二瓶正也） - 大曲マリ子（演：柴田時江） - 大曲長一郎（演：水橋智） - 米倉善吉（演：二瓶正也〈二役〉） - 武藤（演：友金敏雄） - 西脇（演：竜咲隼人） - 新型ジェット燃料 | 扇澤延男          | 東條昭平   |
| 4月01日        | 9      | 爆弾じかけの犬   | - 小山正信（演：伴直弥） - 唐沢吾郎 / 北見次郎（演：高橋利道） - アレック - 春男（演：大城誠晃） - 春男の母（演：麻ミナ） - 首輪爆弾 | 高久進            | 小西通雄   |
| 4月08日        | 10     | 大人をやっつけろ | - 田村達夫（演：川端槇二） - 田村次郎（演：田村円） - 超振動波発生装置 | 杉村升            | 小西通雄   |
| 4月15日        | 11     | 良太の初恋急行便 | - 神崎茂（演：野口貴史） - 吉村茜（演：中川彩） - 神崎の手下（演：竹田巧、音周作） - 実験用濃縮ウラン | 宮下隼一          | 小笠原猛   |
| 4月22日        | 12     | 僕の友達ロボット | - ロボオ（声：溝口綾） - 川口アキオ（演：中島安名） - 川口大使（演：内田修二） - 久野（演：町田政則） - 田原（演：上野山絵基） | 鷺山京子          | 小笠原猛   |
| 4月29日        | 13     | 竜馬が死んだ!?   | - 死神モス（演：アイデン・ヤマンラール、声：丸山詠二） - 死神モスの手下（演：益田哲夫、吉田真弓、長門美由樹） - 里村博士（演：横光克彦） - 竹田（演：寺杣昌紀） - 七万種の種子 - スーパーカー | 高久進            | 三ツ村鐵治 |
| 5月06日        | 14     | 死神モスの逆襲!! | - 死神モス（演：アイデン・ヤマンラール、声：丸山詠二） - 死神モスの手下（演：益田哲夫、吉田真弓、長門美由樹） - 里村博士（演：横光克彦） - 竹田（演：寺杣昌紀） - 七万種の種子 - スーパーカー | 高久進            | 三ツ村鐵治 |
| 5月13日        | 15     | 竜馬！正木を射て | - 八神巌（演：伊藤高） - 勝田祐次（演：志村要） | 宮下隼一          | 小西通雄   |
| 5月20日        | 16     | 大好きウォルター | - 宏美（演：塙紀子） - 小峰孝（演：ピース） - 大木春男（演：川井康弘） - 超電磁波増幅器 - 磁場変換回路 - レポーター（演：かないみか） | 杉村升            | 小西通雄   |
| 5月27日        | 17     | 怖い宇宙の贈り物 | - 人工衛星ファルコン2 - 宇宙生命体 - 高岡（演：田中洋介） - 高岡美紀（演：本名陽子） | 杉村升            | 小笠原猛   |
| 6月03日        | 18     | 超能力！孝行少女 | - 江藤五郎（演：上野山功一） - 村川正（演：甲斐道夫） - 三田耕平博士（演：堀越大史） - 三田ひとみ（演：守屋利恵） - ひとみの母（演：宇佐美多恵子） - 超能力開発装置 | 鷺山京子          | 小笠原猛   |
| 6月10日        | 19     | 愛と勇気の父子橋 | - 森田英夫（演：赤塚真人） - 森田幹夫（演：青戸昭憲） - 大塚竜次（演：柳田吉功） | 宮下隼一          | 三ツ村鐵治 |
| 6月17日        | 20     | 熱いKOパンチ！   | - 相沢圭二（演：筒井巧） - 成田敦（演：松井工） - 兵藤乙彦（演：加地健太郎） - 電磁バリヤー装置 | 扇澤延男          | 三ツ村鐵治 |
| 6月24日        | 21     | 涙に散った銃弾！ | - 戸川弓子（演：丸山真歩） - 森川昭夫（演：渡部篤） | 山田隆司          | 小西通雄   |
| 7月01日        | 22     | 殺人犯は二度死ぬ | - 三島晃一（演：大友龍三郎） - 堺博士（演：戸井田稔） - 徹（演：菅原有吾） | 杉村升            | 小西通雄   |
| 7月08日        | 23     | 父のマンガはがき | - 石野所長（演：入江正徳） - 奥田（演：岡本美登） - 相川優樹（演：大西良和） - 相川（優樹の父）（演：新富重夫） - バイオ植物 | 鷺山京子          | 小笠原猛   |
| 7月15日        | 24     | 私のピーコちゃん | - 黒岩哲（演：吉野泰右） - 湯浅久夫（演：岩淵俊宣） - 小池めぐみ（演：宮岡弥生） - 村井公次（演：長瀬敏彦） - 西本竜二（演：那波憂也） - ピーコ | 高久進            | 小笠原猛   |
| 7月22日        | 25     | 雨に泣くロボット | - 桐本真弓（演：吉川理恵子） - 桐本光男（演：成瀬善之） - 高山所長（演：柳沢紀夫） | 扇澤延男          | 三ツ村鐵治 |
| 7月29日        | 26     | 薄幸少女の旅立ち | - 長浜修三（演：中村孝雄） - 横川道夫（演：川口啓史） - 横川幸子（演：田京恵） - 陳（演：辰馬伸） - 孫（演：岡田祐一） | 山田隆司          | 三ツ村鐵治 |
| 8月05日        | 27     | 星を呼ぶ百歳美女 | - カルラ / 深野ミユキ（演：高畑淳子） - 春野草堂（演：相沢治夫） - 秘密結社Q、ミジー彗星 | 鷺山京子          | 小西通雄   |
| 8月12日        | 28     | 飛べ！優子号     | - 香川善一郎（演：早川雄三） - 香川晴子（演：松浪志保） - 新田誠一（演：早坂直家） - 老人ホームの老人達（演：岩城力也、相馬剛三、河合弦司、谷本小夜子） - 素粒子エネルギー | 杉村升            | 小西通雄   |
| 8月19日        | 29     | 昆虫採集の妖!?怪 | - 吸血人面コウモリ（声：京田尚子） - 巨大怪鳥 - 宮部徹（演：押切英樹） | 高久進            | 小笠原猛   |
| 8月26日        | 30     | ママ…ママ助けて  | - 村野（演：広瀬匠） - 佐々木等（演：大野雅之） - 立花美津子（演：要田禎子） - 立花恵美子（演：船田めぐみ、多田葵、小瀬田あゆみ、酒井理華） - 榊原所長（演：吉水慶） - 電磁細胞活性装置 | 荒木憲一          | 小笠原猛   |
| 9月02日        | 31     | 哀しみの最強ロボ | - 朝比奈博士（演：荒木しげる） - 広崎雄一（演：阿川藤太） - ブライアン（声：森篤夫） - 朝比奈夏実（演：中條雅美） - 広崎ゆかり（演：村山真夏） | 杉村升            | 三ツ村鐵治 |
| 9月09日        | 32     | 警視庁を占拠せよ | - 広崎雄一 - 広崎ゆかり | 杉村升            | 三ツ村鐵治 |
| 9月16日        | 33     | 目覚めた浦島太郎 | - 古沢淳吉（演：伊東達広） - 秋吉誠（演：小峯裕一） - 溶解液 | 扇澤延男          | 新井清     |
| 9月23日        | 34     | 逆転ばあちゃん   | - 桃山銀子（演：たうみあきこ） - 桃山武彦（演：岸本功） - 桃山夫人（演：池田のり子） - 湯川（演：根岸一正） - 松山（演：小山力也） - 迷子の少女 ユカ（演：小出由華） | 山田隆司          | 新井清     |
| 9月30日        | 35     | 母と子のSOS!     | - 柴田達彦（演：田中佑二） - 柴田依子（演：檜よしえ） - 関口隆（演：古原鉄平） - 関口君枝（演：麻志奈純子） | 宮下隼一          | 小笠原猛   |
| 10月07日       | 36     | バイクルのパパ   | - 西田のおやじさん（演：篠田薫） - 新井博士（演：原田清人） | 鷺山京子          | 小笠原猛   |
| 10月14日       | 37     | アマゾネス来襲   | - 平田忠雄（演：きくち英一） - 平田明子（演：高橋美樹） - ナビア（演：高野槇じゅん） - アマゾネス - 神谷（演：下坂泰雄） - 的場（演：藤岡大樹） - ビラコチャの黄金像 | 増田貴彦          | 三ツ村鐵治 |
| 10月21日       | 38     | 選ばれた男       | - 松下昭一（演：吉田淳） - 青木東洋（演：村上幹夫） - 南部（演：五野上力） | 扇澤延男          | 三ツ村鐵治 |
| 10月28日       | 39     | 悲しい老怪盗     | - 赤井六助/怪盗赤六（演：近藤宏） - 稲垣剛介（演：松本朝夫） - 稲垣清（演：野口賀光） | 新藤義親 宮下隼一 | 新井清     |
| 11月11日       | 40     | 瀬戸大橋の怪人I  | - 村田三郎（演：福田健次） - 大谷真吾（演：神崎允） - 木下専務（演：穂高稔） - 高山工場長（演：町田幸夫） - コピーマン - TX3 - バイオ溶液 | 杉村升            | 小西通雄   |
| 11月18日       | 41     | 瀬戸大橋の怪人II | - 村田三郎 - 大谷真吾 - コピーマン - 木下専務 - 大谷一郎（演：森一） - TX-3 - バイオ溶液 | 杉村升            | 小西通雄   |
| 11月25日       | 42     | 裏切りの捜査官   | - 影沢一郎（演：小宮健吾） - 影沢千鶴（演：東丘いずひ） - 影沢カズヤ（演：布施優一郎） - 矢田（演：小池雄介） - 浦上（演：加納健次） - ヘンリー（演：ジャン・ピエール） - 新型原爆の設計図 | 高久進            | 小笠原猛   |
| 12月02日       | 43     | 爆弾になった少年 | - 今泉文彦（演：井上豪） - 今泉茂（演：志賀圭二郎） - 今泉和枝（演：麻生瑛子） - 町田刑事（演：園岡新太郎） - 岩城剛（演：新海丈夫） - 北見（演：青柳鉄夫） - 田口（演：岡山和之） | 宮下隼一          | 小笠原猛   |
| 12月09日       | 44     | 一日だけの晴舞台 | - 米山米吉（演：ばってん荒川） - 藤原勇（演：石川武） | 扇澤延男          | 新井清     |
| 12月16日       | 45     | 爆破0秒前の愛    | - 芦川俊一（演：片桐順一郎） - 中富淳子（演：岡田雅子） - 中津川修（演：篠原大作） - ミサイル爆弾 | 山田隆司          | 新井清     |
| 12月23日       | 46     | 一日一悪の少年   | - 太田黒勝造（演：多々良純） - 太田黒彦一（演：大城誠晃） - ブラック団 - 家川靖（演：長谷川恒之） - 浅井三郎（演：金丸和久） - 広沢留吉（演：倉島一也） - 超磁力装置 | 扇澤延男          | 小西通雄   |
| 12月30日       | 47     | 億ションの甘い罠 | - 手塚専務（演：清水幹雄） - 手塚葉子（演：吉田愛歩） - 手塚律子（演：五十嵐美鈴） - 里中（演：土手内潤） - ネオ・マンション管理人（演：木村修） - 管理センサー（声：高坂真琴） - 犯罪組織の男（演：向精七） - タイガー自動車重役（演：森富士夫） - 催眠ガス、新型エンジンの設計図、緊急コードダブルX | 鷺山京子          | 小西通雄   |
| 1991年01月06日 | 48     | 特警を壊滅せよ！ | - 竜馬の父（演：千葉茂） - 竜馬の母（演：榎本郁代） - 幼少時代の竜馬（演：島田聡） - 幼少時代の優子（演：矢島亜由美） | 杉村升            | 小笠原猛   |
| 1月13日        | 49     | 翔べ希望の空へ！ | - 黒田鬼吉 - アンドロイドR24 - 獣化電波発生装置 | 杉村升            | 小笠原猛   |

## 放映ネット局
| 放送対象地域  | 放送局             | 系列                                         | 備考              |
| ------------- | ------------------ | -------------------------------------------- | ----------------- |
| 関東広域圏    | テレビ朝日         | テレビ朝日系列                               | 制作局            |
| 北海道        | 北海道テレビ       | テレビ朝日系列                               |                   |
| 青森県        | 青森放送           | 日本テレビ系列 テレビ朝日系列                | [ 注釈 17 ]       |
| 岩手県        | 岩手放送           | TBS系列                                      |                   |
| 宮城県        | 東日本放送         | テレビ朝日系列                               |                   |
| 秋田県        | 秋田放送           | 日本テレビ系列                               |                   |
| 山形県        | 山形放送           | 日本テレビ系列                               |                   |
| 福島県        | 福島放送           | テレビ朝日系列                               |                   |
| 新潟県        | 新潟テレビ21       | テレビ朝日系列                               |                   |
| 長野県        | テレビ信州         | 日本テレビ系列 テレビ朝日系列                | [ 注釈 18 ]       |
| 山梨県        | テレビ山梨         | TBS系列                                      |                   |
| 静岡県        | 静岡けんみんテレビ | テレビ朝日系列                               | [ 注釈 19 ]       |
| 石川県        | 石川テレビ         | フジテレビ系列                               |                   |
| 福井県        | 福井放送           | 日本テレビ系列 テレビ朝日系列                |                   |
| 中京広域圏    | 名古屋テレビ       | テレビ朝日系列                               |                   |
| 近畿広域圏    | 朝日放送           | テレビ朝日系列                               |                   |
| 島根県 鳥取県 | 山陰放送           | TBS系列                                      |                   |
| 広島県        | 広島ホームテレビ   | テレビ朝日系列                               | [ 注釈 20 ]       |
| 山口県        | 山口放送           | 日本テレビ系列 テレビ朝日系列                |                   |
| 香川県 岡山県 | 瀬戸内海放送       | テレビ朝日系列                               |                   |
| 愛媛県        | テレビ愛媛         | フジテレビ系列                               |                   |
| 高知県        | テレビ高知         | TBS系列                                      |                   |
| 徳島県        | 四国放送           | 日本テレビ系列                               |                   |
| 福岡県        | 九州朝日放送       | テレビ朝日系列                               |                   |
| 長崎県        | 長崎文化放送       | テレビ朝日系列                               | 1990年4月開局から |
| 熊本県        | 熊本朝日放送       | テレビ朝日系列                               |                   |
| 大分県        | テレビ大分         | 日本テレビ系列 フジテレビ系列 テレビ朝日系列 |                   |
| 宮崎県        | テレビ宮崎         | フジテレビ系列 日本テレビ系列 テレビ朝日系列 |                   |
| 鹿児島県      | 鹿児島放送         | テレビ朝日系列                               |                   |

## 他媒体展開

### 映像ソフト化
いずれも発売元は東映ビデオ。
- ビデオ（VHS、セル・レンタル共通）は傑作選として、1994年4月 - 9月にかけて6巻・24話分を収録したものがリリースされている。
- テレビシリーズを再編集したHEROクラブのビデオ（全3巻）がリリースされている。またHEROクラブからは本作品の第1・2話と前作ジバンの第51・52話を再編集した『ウインスペクター＆ジバン！緊急出動・スーパー刑事！』もリリースされており、内容はジバンからウインスペクターへの引き継ぎを兼ねたものとなっている。
- DVDは2010年5月21日 - 9月21日にかけて全5巻がリリースされた。テレビシリーズの初となる全話ソフト化であり、各巻10話（最終巻のみ9話）収録。また最終巻には、次回作であるソルブレインの新番組予告も収録されている。

### CS放送・ネット配信
CS放送
- 東映チャンネル
  - 2005年11月 - 2006年5月（「GO!GO!ヒーローズ」枠）
  - 2008年5月 -10月（「アンコールアワー」枠）
  - 2012年12月 - 2013年5月
  - 2015年4月 - 9月（いずれも「メタルヒーロータイム」枠）

ネット配信
- 東映特撮YouTube Official
  - 2012年1月30日 - 7月15日
  - 2013年12月23日 - 2014年6月8日
  - 2018年5月6日 - 10月28日
- 東映特撮ニコニコおふぃしゃる
  - 2019年6月26日 - 2020年5月27日

### 漫画作品
せいの秀一
『てれびくん』連載。せいの秀一は次作『ソルブレイン』の漫画作品も執筆している。
相原和典
『テレビランド』連載。相原和典はレスキューポリスシリーズ3作品全ての漫画作品を執筆している。
こいしさとし
次々作『特捜エクシードラフト』の『てれびくん』版の最終決戦に、ソルブレインとともに登場。詳しくは特捜エクシードラフト#漫画作品を参照。

### アクションフィギュア
ACTION WORKS 特警ウインスペクター
2008年8月30日発売。先行して発売された宇宙刑事シリーズの各商品とは異なり、主人公たち3人のフィギュアと、各種装備のセット商品として発売された。
S.H.Figuartsシリーズ

S.H.Figuarts ファイヤー
2016年1月16日発売。
S.H.Figuarts バイクル
2016年6月に魂ウェブ商店にて発送。
S.H.Figuarts ウォルター
2016年8月に魂ウェブ商店にて発送。
S.H.Figuarts 特警フルパッケージオプションセット
2016年10月に魂ウェブ商店にて発送。